# Pueblo kali'na

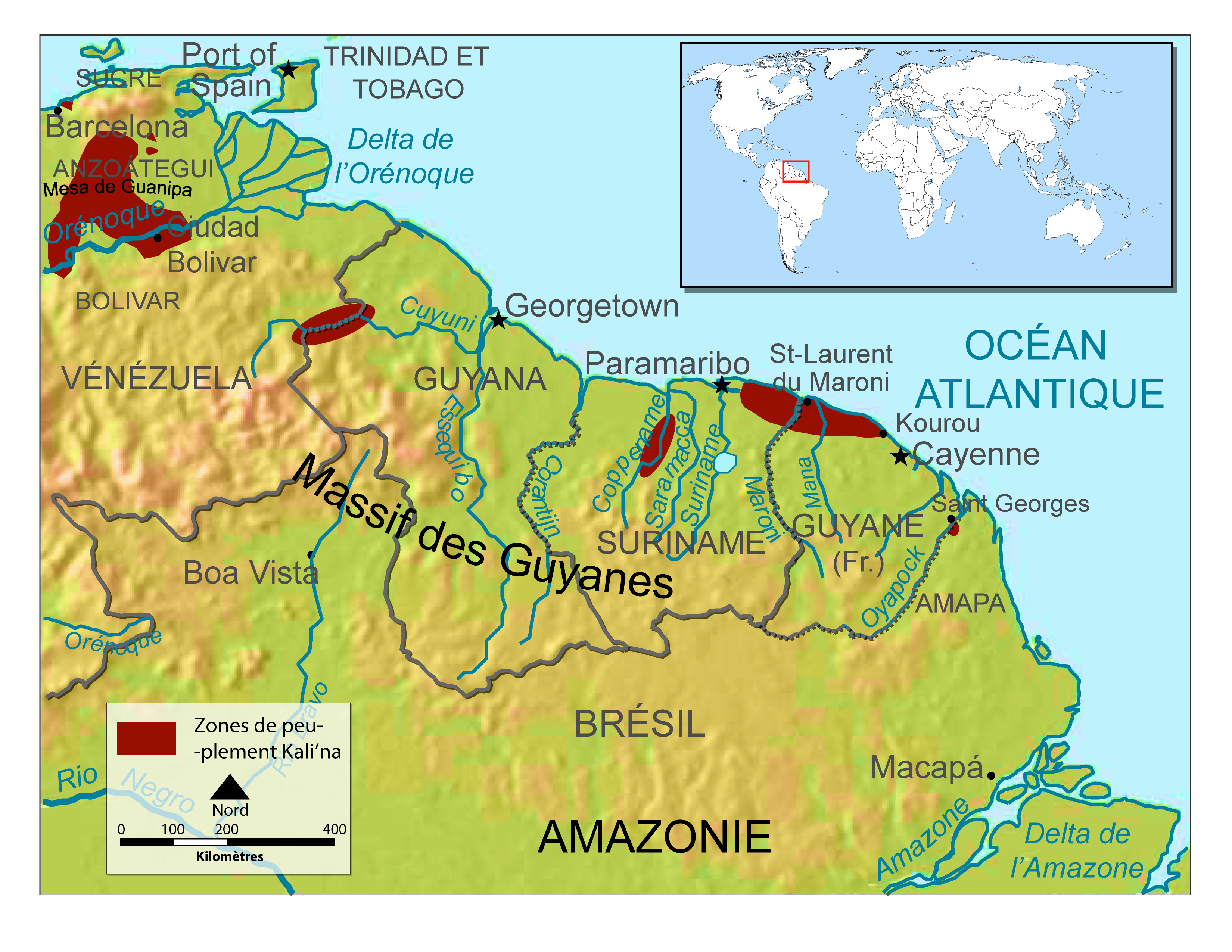
Extensión geográfica de los kal'ina.

Los kali'ña (antiguamente Galibis o Caribes) son una etnia amerindia del norte de Sudamérica, se dividen en diferentes tribus o grupos independientes que comparten la lengua y ciertas tradiciones. 
Se ubican específicamente en las Guayanas, Venezuela y Brasil:
- En Brasil, habitan en la localidad de São José dos Galibi, ubicado a lado del río Oyapoque, también en las ciudades de Macapá y Pará.
- En Guyana ocupan la región del río Cuyuni, en el territorio del Esequibo, el cual es reclamado por Venezuela.
- En Surinam ocupan la región del río Coppename y de la franja noroccidental del río Maroni.
- En la Guayana Francesa viven en las comunas de Awala-Yalimapo, Saint-Laurent-du-Maroni, Mana e Iracoubo, también en algunas pequeñas comunidades en Kourou y Cayena.
- En Venezuela, donde vive el mayor número de kariñas, ocupan los llanos del valle de Orinoco y en la región del río Cuyuní (en Camurica o Moytaco y otros pueblos).

Son tradicionalmente nómadas y actualmente viven un proceso de transición a la vida sedentaria debido al avance de la explotación minera y agrícola moderna sobre su territorio tradicional.
Su organización comunitaria actual está compuesta por un capitán electo en cada comunidad, y un capitán general elegido por los capitanes comunales. Los Kari’ña forman parte de la organización regional conocida como Federación Indígena del Estado Bolívar (FIB).

## Kariñas en Venezuela
En Venezuela el pueblo kariña está asentado principalmente en los estados Anzoátegui, Bolívar, Monagas y Sucre. La lengua kariña es hablada por unas 11 000 personas en Venezuela. En el Estado Anzoátegui, persisten 25 comunidades kariñas con unos 4500 habitantes. Están esparcidos por la Mesa de Guanipa, en caseríos como Tascabaña, Bajo Hondo, Mapiricure, Kashama, Camurica, Moytaca, etc.
Los Kari’ña comparten con otros pueblos caribes hablantes elementos de un modelo de estructura social basado en la familia extendida. Esta está conformada por un hombre casado, su esposa, sus hijos solteros, sus hijas casadas, los esposos de estas y sus respectivos hijos.
En el ámbito político, destaca la descentralización, ya que cada aldea o comunidad es autónoma. La figura central es el dopooto o gobernador, cuyo liderazgo se fundamenta en el prestigio personal, la amplitud de su red de parentesco y su capacidad de persuasión. Sus decisiones no son coercitivas, sino el resultado de un amplio consenso comunitario. El cacique o dopooto actúa principalmente como intermediario entre la comunidad y los criollos.
La producción económica de los Kari’ña se basa en técnicas tradicionales como la agricultura de conuco, la recolección estacional, la caza y la pesca. En regiones como la Mesa de Guanipa, en el estado Anzoátegui (Venezuela), donde se concentra un alto porcentaje de la población kariña, este sistema de producción ha experimentado transformaciones debido, entre otros factores, a la explotación petrolera y al cercamiento de sus territorios por ciudades y hatos criollos (tierras de personas no kariñas).
El prolongado contacto del pueblo kariña con la sociedad criolla ha generado múltiples cambios en sus manifestaciones culturales tradicionales —como el vestido, la tecnología y la vivienda—, especialmente entre aquellos que han migrado a ciudades cercanas y se han insertado en formas de vida urbanas. En el suroeste del estado Anzoátegui, por ejemplo, algunos grupos kariñas han adoptado un modo de vida basado en la ganadería vacuna, como resultado del proceso de aculturación con la población criolla.
No obstante, a pesar de estos cambios, los Kari’ña han logrado preservar su identidad étnica como un segmento diferenciado dentro de la sociedad nacional, así como su idioma, que continúa siendo un vehículo fundamental para la transmisión de relatos, saberes y tradiciones ancestrales.
Los Kari’ña conservan muchas de sus tradiciones ancestrales. Entre sus rituales más importantes destacan tres:
- El baile del Akaatompo, celebrado el 1.º y 2 de noviembre, conmemora la reencarnación de los seres queridos fallecidos. El día 1.º está dedicado a los niños, quienes recorren las casas bailando y visitan los hogares donde ha muerto un infante. Las familias anfitrionas los reciben con cantos, bebidas y alimentos. A partir de la medianoche, los adultos toman el relevo y realizan el mismo recorrido, incluyendo visitas al cementerio.
- El Bomankaano es un ritual que se realiza ocho días después del fallecimiento de una persona. Los familiares se bañan con una preparación hecha a base de cardón y piedras blancas, la cual se enfría considerablemente. Este baño simboliza la purificación del alma y la asunción del luto.
- El Bepeekotono marca el retiro del luto, cuando se cumple un año del fallecimiento. Consiste en cortar la pollina (flequillo) de la viuda —aunque también puede aplicarse a hombres— como símbolo de cierre del duelo. Quien realiza el corte debe beber media botella de licor o de kashire, la bebida tradicional kariña, ofrecida por la persona que abandona el luto.

Los Kari’ña creen en un dios o espíritu supremo llamado Capuano, "El Señor de Todo". Aunque algunos practican la religión católica, esta no es mayoritaria entre ellos.

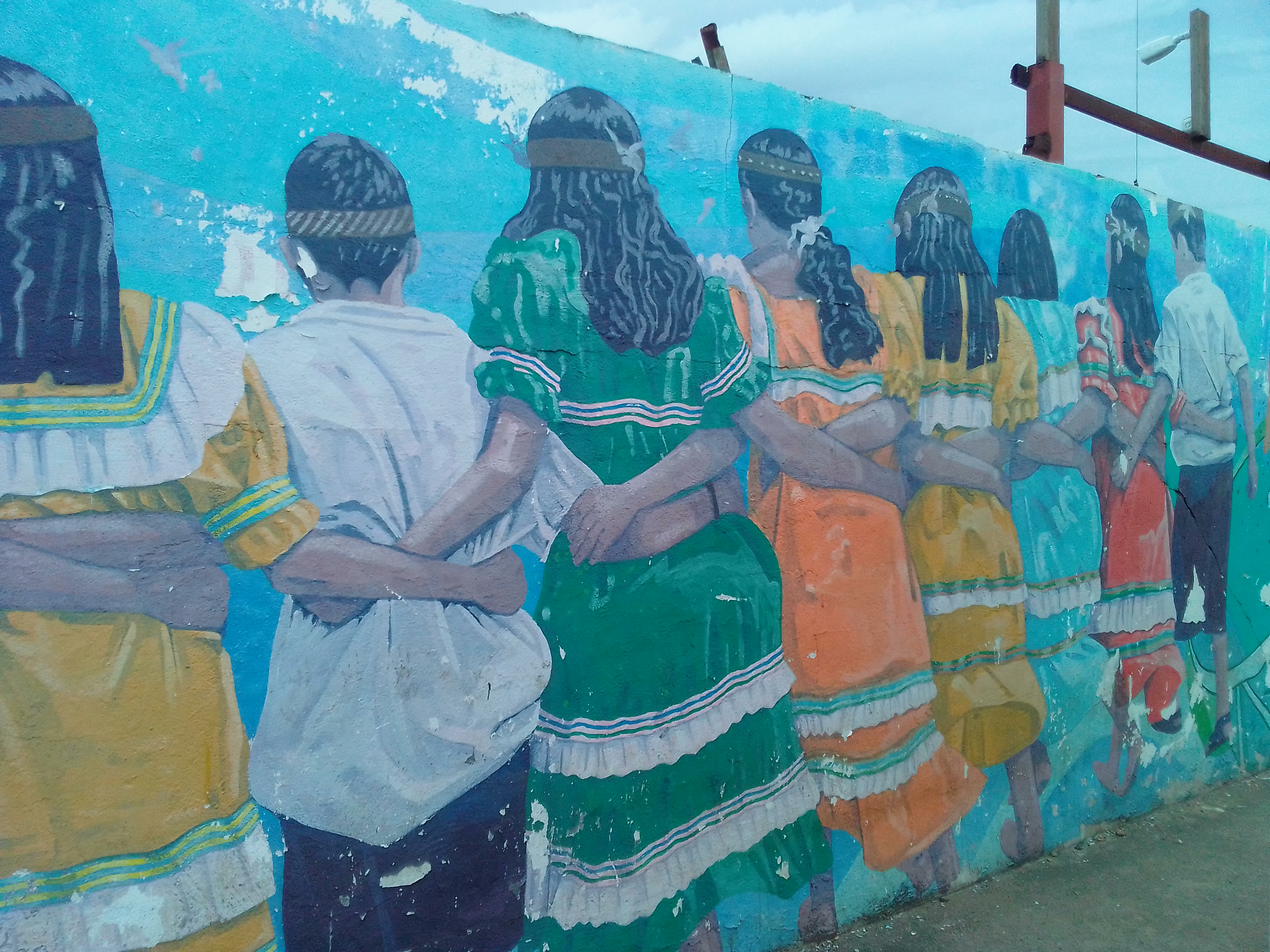
Mural sobre el baile del Mare Mare

### Mural sobre el baile del Mare Mare
El pueblo Kari’ña también posee una danza tradicional llamada Mare Mare, un baile colectivo que fortalece los lazos comunitarios. Se ejecuta en círculo, con un canto monótono y grave. Para los Kari’ña, la danza tiene un valor sagrado: según su cosmovisión, los héroes celestiales crearon el mundo a través del poder del baile, y la existencia humana es el resultado de esa danza primordial. Por ello, bailar es asegurar la continuidad de la vida.
Originalmente, el Mare Mare era un canto simple, al que luego se le incorporaron instrumentos de viento como flautas y pitos, así como el tambor kariña —pequeño, hecho con cuero de venado o chivo—. Más recientemente, se han añadido instrumentos como el cuatro, la guitarra y la bandolina. El Mare Mare es un espectáculo colorido y vibrante. En algunas fiestas patronales, incluso los criollos lo bailan por las calles, ataviados con vestimentas indígenas.
Según la leyenda, el baile nació como homenaje al cacique Mare Mare, quien, ya anciano y enfermo, murió durante un viaje hacia el sur. Fue enterrado apresuradamente, sin recibir los honores que merecía. Como desagravio, su pueblo peregrinaba cada año al lugar de su entierro, cantando y bailando en su memoria. Así nació el Mare Mare, que hoy se canta y se baila en todas las festividades kariñas y constituye un elemento fundamental de su identidad cultural.

### Educación e identidad
Actualmente, la educación bilingüe de los pueblos indígenas en Venezuela está garantizada por la Constitución de la República. En las comunidades kariñas, la lengua propia es utilizada por los docentes en las aulas, lo que fomenta su uso y fortalece los valores culturales del pueblo.
Un dato curioso es que, en muchos colegios urbanos de comunidades no indígenas en los estados orientales de Venezuela (Anzoátegui, Monagas, Bolívar y Sucre), se enseña el Himno Nacional tanto en español como en lengua kariña, como parte de un esfuerzo por reconocer y valorar la diversidad cultural del país.